# Зоологический переулок (Санкт-Петербург)
Зоологи́ческий переу́лок — переулок в Петроградском районе Санкт-Петербурга. Проходит от проспекта Добролюбова до площади Академика Лихачёва.

## История
Переулок получил своё название в 1882 году по находящемуся поблизости Зоологическому саду.
До 1960 года в створе Зоологического переулка располагался Биржевой мост. В 1957—1960 годах во время реконструкции Биржевого моста он был смещён с оси Зоологического переулка на 70 метров вниз по течению, после чего было засыпано прилегавшее к мосту мелководье, и на его месте образованы новые подъезды к мосту и предмостовая площадь, которая 17 мая 2006 года получила имя академика Д. С. Лихачёва.

## Транспорт
- Ближайшая станция метро — «Спортивная».
- Рядом с Зоологическим переулком проходят автобусные маршруты № 10, 191, троллейбусный маршрут № 7, трамвайные маршруты № 6, 40[1].

## Объекты
| Список объектов            | Список объектов                                                             | Список объектов                                                                             | Список объектов      | Список объектов | Список объектов                 |
| Номер дома                 | Описание                                                                    | Архитектор                                                                                  | Постройка            | Иллюстрация     | Координаты                      |
| -------------------------- | --------------------------------------------------------------------------- | ------------------------------------------------------------------------------------------- | -------------------- | --------------- | ------------------------------- |
| Проспект Добролюбова       |                                                                             |                                                                                             |                      |                 |                                 |
| № 1                        | Доходный дом А. А. Шрётера ·                                                | М. И. Китнер                                                                                | 1902—1903            |                 | 59°56′56″ с. ш. 30°18′15″ в. д. |
| № 2—4                      | Доходные дома Ф. И. Кирикова, затем общежитие СПбГУ, уничтожены в 2008 году | И. Н. Иорс, И. И. Долгинов                                                                  | 1881—1883, 1910—1914 |                 | 59°56′54″ с. ш. 30°18′19″ в. д. |
| № 3                        | Доходный дом А. А. Шрётера                                                  | В. А. Шрётер                                                                                | 1881—1882            |                 | 59°56′56″ с. ш. 30°18′15″ в. д. |
| № 5                        | Доходный дом                                                                | К. К. Кохендерфер                                                                           | 1881, 1905           |                 | 59°56′56″ с. ш. 30°18′15″ в. д. |
| Площадь Академика Лихачёва |                                                                             |                                                                                             |                      |                 |                                 |
| Мытнинская набережная      |                                                                             |                                                                                             |                      |                 |                                 |
|                            | Биржевой мост                                                               | инженеры В. В. Демченко и Б. Б. Левин по проекту архитекторов Л. А. Носкова и П. А. Арешева | 1957—1960            |                 | 59°56′54″ с. ш. 30°18′19″ в. д. |